# سوزانا نورث
سوزانا نورث (بالإنجليزية: Suzanne North)‏ (1945، كالغاري في كندا)؛ روائية كندية.